# Stazione di Mentone
La stazione di Mentone (in francese Gare de Menton) è una stazione ferroviaria della linea Marsiglia-Ventimiglia a servizio dell'omonimo comune situato nel dipartimento delle Alpi Marittime, regione Provenza-Alpi-Costa Azzurra, alla frontiera con l'Italia.
La stazione ha cinque binari per servizio viaggiatori di cui due sotterranei.

## Storia
Il 2 febbraio 1861 fu firmato un accordo che autorizzava il passaggio della linea ferroviaria della Compagnie des chemins de fer de Paris à Lyon et à la Méditerranée (PLM) attraverso il territorio monegasco. I lavori iniziarono nel 1864; gli operai dovettero fare i conti con un terreno difficile, che richiese la creazione di muri di contenimento sul fianco della montagna lungo Cap Martin (lato Monaco), lo scavo di gallerie e la costruzione di ponti sui torrenti Gorbio, Borrigo e Careï.
Il 18 novembre 1869 fu consegnato il tratto di 19 km tra Monaco e Mentone. La PLM mise in servizio il 6 dicembre 18692. All'epoca, la linea era ancora a binario unico. In seguito all'incidente ferroviario di Saint-Roman del 10 marzo 1886 si deciderà il raddoppiamento della linea che sarà ultimato nel 1890.
Con l'elettrificazione della linea tra Cannes e Ventimiglia, nel 1969 viene inaugurato un nuovo fabbricato viaggiatori. Anche la stazione fu ristrutturata nel 1972.
Il TGV ha smesso di servire Mentone nel 2020.
Da aprile 2021 la stazione è oggetto di una profonda ristrutturazione per un investimento complessivo di 20.800.000€ (finanziati da CARF, unione comuni Costa Azzurra, da FEDER-Fondi Regionali sviluppo, dalla SNCF, dalla Regione Sud PACA, dallo Stato Francese e infine dal Dipartimento 06). 
I lavori termineranno ad Aprile 2024. Sarà realizzato un garage sotterraneo di 350 posti auto (180 riservati all'intermodalità utenti TER). Nel piazzale sopra saranno ricavati i posti per i taxi, 10 posti per veicoli elettrici, un'area verde, spazi commerciali, sale attesa e ascensori.

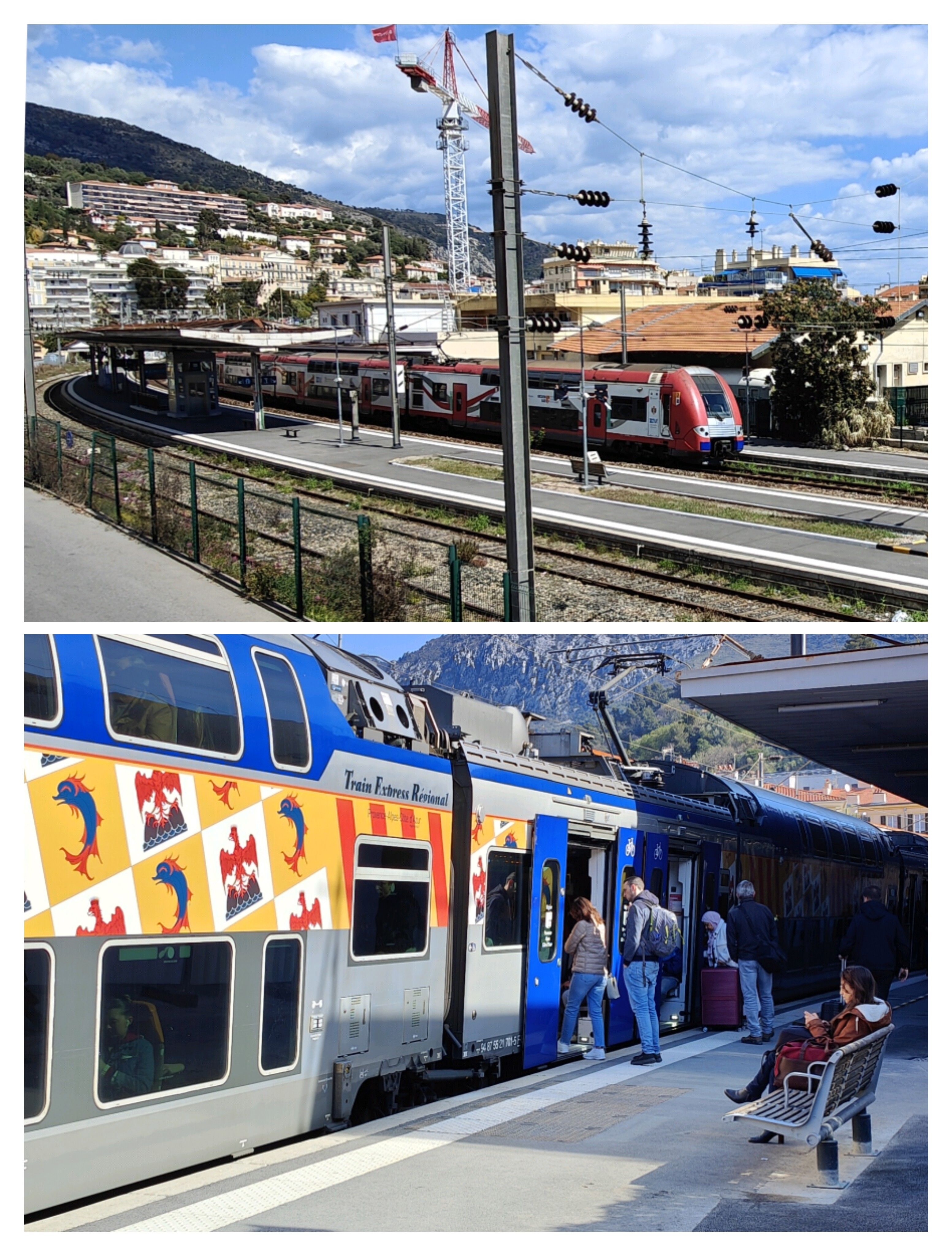
La stazione di Mentone

## Movimento
È servita da TGV e dal TER PACA (Treno regionale della PACA).